# Oxyagrion rubidum
Oxyagrion rubidum là một loài chuồn chuồn kim trong họ Coenagrionidae.
Oxyagrion rubidum is in 1842 voor het eerst wetenschappelijk beschreven bởi Rambur.